# Mont Namuli
Le mont Namuli est une montagne du Mozambique culminant à 2 419 mètres d'altitude. Elle est située dans la province de Zambézie. Le mont Namuli est par son élévation le deuxième sommet du Mozambique après le mont Binga.

Animation représentant le mont Namuli en trois dimensions.